# Malaxis streptopetala
Malaxis streptopetala là một loài thực vật có hoa trong họ Lan. Loài này được (B.L.Rob. & Greenm.) Ames mô tả khoa học đầu tiên năm 1922.